# 中央区立泰明小学校
中央区立泰明小学校（ちゅうおうくりつ たいめいしょうがっこう）は、東京都中央区銀座5丁目にある区立小学校。

## 概要

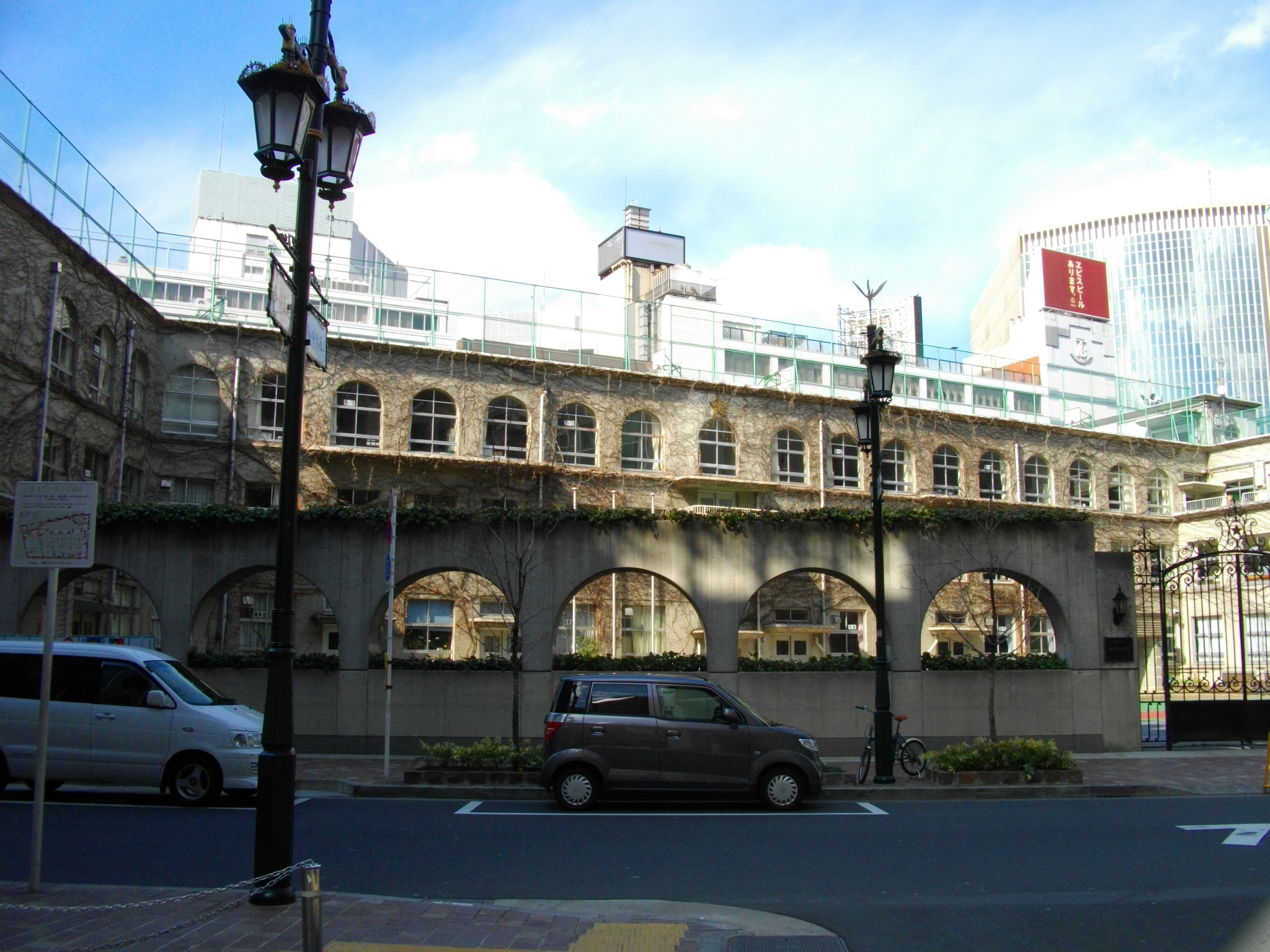
中央区立泰明小学校

校舎は、1923年の関東大震災の教訓から、通常の壁厚が15cm程度であるのに対し22cmを有する堅牢なつくりとし、第二次世界大戦の東京大空襲の爆撃にも耐えて現在に至っている。外観は、ツタの絡まる校舎の外壁や、連なる3階の半円形の窓、円形に張り出した講堂、緑を伴うアーチ型の開口を有する塀、“フランス門”と呼ばれる瀟洒なデザインの門扉などの特徴を有している。また、講堂と雨天体操場が上下二層構造となっており、隣接する数寄屋橋公園等も一体で計画されている点、工夫の凝らされた配置計画などと相まって、都心の狭小敷地にありながら、良好な日照条件と外遊びの空間を確保し、明るく快活な校風形成の源泉ともなっている。
関東大震災後に建設されたいわゆる復興小学校の中でも、中央区立常盤小学校と共に東京都選定歴史的建造物に選定、及び経済産業省近代化産業遺産に認定され、歴史的な建造物として高く評価されている。また、泰明小学校卒業後に麻布中学校や日比谷高校、さらに東京大学へと進学していったエリートラインの一翼としても知られていた。
中央区が実施している特認校のひとつに指定されている。中央区内では「学区外からも通え、少人数教育でもあり、毎年抽選となる人気の特認校」と見られることがある。

## 沿革
- 1878年（明治11年）6月25日[4] - 東京府公立泰明小学として創立。当時の校舎は、赤レンガ校舎だった[5]。
- 1888年（明治22年）2月25日 - 校章「星に泰」制定[5]。
- 1904年（明治37年） - 泰明同窓会結成[5]。
- 1905年（明治38年） - 泰明保護者会結成[5]。
- 1907年（明治40年） - 東京府東京市泰明尋常小学校と校名変更[5]。
- 1909年（明治42年） - 校歌「みそらの星」制定[5]。
- 1912年（明治45年） - 校舎改築し、木造モルタル校舎竣工[5]。
- 1923年（大正12年）9月1日 - 関東大震災によって木造校舎（木造モルタル）焼失[5]。焼跡で、露天授業開始。
- 1929年（昭和4年）6月 - 鉄筋コンクリート造3階建の現校舎再建[5]。
- 1941年（昭和16年）4月 - 国民学校令により、泰明国民学校と改称[6]。
- 1944年（昭和19年） - 4月 - 戦局の悪化により、埼玉県大里郡新会村と八基村（いずれも現在の深谷市）に学童疎開[5]。
- 1945年（昭和20年）
  - 1月27日 - 午後の空襲（いわゆる「銀座空襲」）により、女性教師4名が死亡[5][6]。
  - 5月25日 - この日投下された焼夷弾により、校舎が全焼した[5]。
- 1947年（昭和22年）4月 - 学制改革により、東京都中央区立泰明小学校と校名変更[5]。
- 1948年（昭和23年）6月 - 泰明小学校PTA結成[5]。
- 1952年（昭和27年） - 校舎の全ての復旧工事が完了[6]。
- 1953年（昭和28年）5月 - 泰明幼稚園創立[5]。
- 1958年（昭和33年）8月 - プール（小・幼）竣工[5]。
- 1978年（昭和53年）10月 - 100周年・幼稚園25周年記念式典挙行[5]。
- 1986年（昭和61年）11月 - 伊豆大島三原山噴火による避難住民を受け入れ、児童交流学習を行った[5]。
- 1999年（平成11年）10月 - 本校校舎が、東京都の歴史的建造物に選定される[7]。
- 2000年（平成12年）4月 - 中央区立泰明小学校と校名変更[5]。
- 2009年（平成21年）4月 - 中央区特認校となる[5]。
- 2011年（平成23年）7月 - 東日本大震災復興募金実施[5]。
- 2016年（平成28年）4月 - オリンピック・パラリンピック教育協力指定校となる[5]。
- 2017年（平成29年）4月 - 東京都教育委員会オリンピック・パラリンピック教育アワード校表彰[5]。
- 2018年（平成30年） - 新入生の標準服にアルマーニ製を採用[8]（学童服#標準服の採用を巡る問題）

## 教育目標
教育目標（目指す子どもの姿）は下記のとおりである。
- よく考える子ども
- 思いやりのある子ども
- たくましい子ども

## 校歌
作詞は武島羽衣、作曲は岡野貞一による。1909年（明治42年）6月16日採用認可。

## 学区
銀座一丁目[2～10番、11番(1,2号)]、銀座二丁目[2～9番]、銀座三丁目[2～8番]、銀座四丁目[1～8番]、銀座五丁目～八丁目が通学区域。
小学校の児童数と教員数
| 年度     | 児童総数 | 1年生 | 2年生 | 3年生 | 4年生 | 5年生 | 6年生 | 教員数 | 職員数 |
| -------- | -------- | ----- | ----- | ----- | ----- | ----- | ----- | ------ | ------ |
| 令和元年 | 331人    | 58人  | 55人  | 58人  | 58人  | 55人  | 47人  | 18人   | 3人    |
| 令和2年  | 328人    | 50人  | 56人  | 54人  | 58人  | 58人  | 52人  | 18人   | 3人    |
| 令和3年  | 330人    | 59人  | 50人  | 54人  | 54人  | 57人  | 56人  | 18人   | 3人    |
| 令和4年  | 316人    | 52人  | 38人  | 47人  | 51人  | 52人  | 56人  | 18人   | 2人    |
| 令和5年  | 293人    | 43人  | 49人  | 56人  | 45人  | 48人  | 52人  | 18人   | 2人    |

## 学校周辺
- 中央区立泰明幼稚園 - 進級前幼稚園かつ、同一建物内に同居。
- 中央区立数寄屋橋公園 - 敷地が隣接。
- 東京高速道路KK線
- 東京メトロ日比谷線・丸ノ内線銀座駅
- 警視庁築地警察署数寄屋橋交番
- 東急プラザ銀座
- 東京都道304号日比谷豊洲埠頭東雲町線
- 東京都道405号外濠環状線
- JR東日本山手線・京浜東北線有楽町駅
  - なお、近くには、東海道本線・東海道新幹線も通るが、有楽町駅にホームは設置されてない。
- 有楽町マリオン
- このほか、東京メトロ銀座・JR有楽町の両駅周辺には、商業施設などが点在する。

## アクセス
- 東京メトロ銀座駅から、徒歩。なお、学校最寄りの出口は「C2」となる。
- JR東日本有楽町駅（銀座口）から、徒歩。
- 都営バスで、地下鉄銀座駅やJR有楽町駅周辺の停留所から、徒歩。
  - なお、学校に一番近い停留所は、「銀座」停留所となる。

## 著名な出身者
- 朝丘雪路
- 池田彌三郎
- 和泉雅子
- 稲山嘉寛
- 小倉康臣[13]
- 加藤武
- 金子光晴
- 北村透谷
- 近衛文麿
- 佐藤利明
- 澤村田之助
- 三州ツバ吉
- 島崎藤村
- 信欣三
- 殿山泰司
- 中山千夏
- はんつ遠藤
- 平賀譲
- 松浦玄嗣
- 松沢一鶴[14]
- 松本重雄
- 矢代静一
- 吉田尚記

## 歴代校長
- 森田虎次郎（在任：1920年代後半〜1930年代初頭）

教育者。関東大震災後の泰明小学校再建に尽力し、設計段階から現場に関与。児童の動線・衛生・耐震性を考慮した教育環境整備に貢献した。新校舎の落成時には序文を寄せている。数寄屋橋上に立つて、大形の航空母艦が鳳翼を張つた様な姿、優麗と明美の感に打たれる新築校舎を眺める時、私の胸奥には、言ひしれぬ喜悦と、名状する事の出来ない感謝と渦が、自ら巻き昴るのを覚えるのであります。 — 泰明小学校校長・森田虎次郎、 